# Sông Tarim
Sông Tarim (tiếng Trung: 塔里木河; bính âm Tǎlǐmù Hé; Hán-Việt: Tháp Lý Mộc Hà, tiếng Duy Ngô Nhĩ: تارىم دەرياسى) là con sông chính tại Khu tự trị dân tộc Duy Ngô Nhĩ Tân Cương của Cộng hòa Nhân dân Trung Hoa.
Sông Tarim là sự hợp thành của sông Aksu (A Khắc Tô) và sông Yarkand (Diệp Nhĩ Khương), chảy theo hướng đông quanh sa mạc Taklamakan. Sông Muzat là một trong các chi lưu của nó.
Người Trung Quốc ban đầu cho rằng sông Tarim là phần thượng nguồn của Hoàng Hà nhưng vào khoảng thời kỳ Tây Hán (206 TCN-9) thì người ta đã biết rằng nó chảy vào Lop Nur, một loạt các hồ nước mặn. Tổng chiều dài của nó khoảng 1.060 km (659 dặm Anh), nếu tính cả sông Yarkand tới chỗ hợp lưu với sông Aksu thì tổng chiều dài là 2.030 km (1.261 dặm Anh).

## Đặc điểm
Sông Tarim được hình thành từ sự hợp lưu của các sông Aksu, Yarkand và sông Hotan (hay sông Hòa Điền, thường khô cạn) ở khoảng 37 km (23 dặm Anh) phía xuôi dòng từ nơi hợp lưu của sông Yarkand và sông Kashgar tại miền tây Tân Cương. Chỉ có sông Aksu là có dòng chảy quanh năm. Nó là chi lưu quan trọng nhất của sông Tarim, cung cấp khoảng 70–80% lượng nước của con sông chính này. Tên gọi Tarim được sử dụng cho đoạn phía dưới nơi hợp lưu của sông Hotan. Tổng chiều dài hệ thống sông Yarkand-Tarim là khoảng 2.030 km (1.261 dặm Anh), mặc dù sông Tarim thường xuyên thay đổi dòng chảy của nó nên tổng chiều dài cũng thay đổi theo thời gian. Trước khi hoàn thành các hồ chứa nước và hệ thống tưới tiêu vào giữa thế kỷ 20 thì nước từ sông Tarim cuối cùng chảy tới Lop Nur (hiện nay là phần đáy hồ che phủ bằng các lớp muối). Hiện tại nước sông Tarim chảy không liên tục vào hồ Taitema, một hồ khoảng 160 km (100 dặm Anh) ở phía tây nam Lop Nur. Diện tích lưu vực sông Tarim là khoảng 557.000 km² (215.000 dặm vuông Anh). Một phần đáng kể của sông Tarim là không cố định, với lòng sông không rõ ràng. Lượng nước ở phần hạ du sông Tarim bị thu nhỏ do sự bay hơi nhanh cùng các hệ thống phân chia nước. Thời kỳ ít nước của sông Tarim là từ tháng 10 cho tới tháng 4 năm sau. Về mùa xuân và mùa hè thì nước dâng lên từ tháng 5 và kéo dài tới tháng 9 do tuyết tan chảy từ các dãy núi Thiên Sơn và Côn Lôn.
Nó là con sông nội lưu dài nhất tại Trung Quốc với tổng lưu lượng dòng chảy hàng năm đạt 4-6 tỷ mét khối (127–190 m³/s). Khu vực thung lũng sông Tarim là quê hương của gần 10 triệu người Hán cùng các dân tộc thiểu số khác, bao gồm cả người Duy Ngô Nhĩ và người Mông Cổ.
Sông Tarim là một con sông nông, không thích hợp cho giao thông thủy, và do nó chứa nhiều bùn nên tạo thành nhiều sông con gần cửa sông trong vùng lòng chảo Godzareh. Nó cũng là nguồn gốc để đặt tên cho vùng bồn địa Tarim lớn và khô cằn nằm giữa hai dãy núi Thiên Sơn và Côn Lôn ở Trung Á.
Sông Tarim chảy ngay ở phía bắc cao nguyên Thanh Tạng. Nó chảy trong phần lớn chiều dài của mình qua sa mạc Taklamakan. Từ 'tarim' được sử dụng để chỉ phần bờ của các đoạn sông mà nó chảy được vào hồ hoặc phần bờ của các đoạn sông mà nó không thể phân biệt được với cát từ sa mạc. Đây cũng là đặc trưng thủy văn của nhiều con sông chảy ngang qua vùng cát của sa mạc Taklamakan. Một đặc trưng khác của các con sông trong bồn địa Tarim, bao gồm cả chính sông Tarim, là sự dịch chuyển dòng chảy của chúng, nghĩa là sự dịch chuyển của cả các bờ và lòng sông.
Vùng lưu vực hạ du sông Tarim là một bình nguyên khô cằn hợp thành từ các trầm tích hồ và bồi tích, được giới hạn bởi các dãy núi hùng vĩ. Vùng bình nguyên này là khu vực khô cằn nhất trên đại lục Á-Âu. Phần chủ yếu của nó là sa mạc Taklamakan, với diện tích chứa toàn cát là trên 270.000 km² (105.000 dặm vuông Anh). Ngoài ra, tại đây còn một vài khối núi tương đối nhỏ với diện tích trong khoảng 780-4.400 km² (300-1.700 dặm vuông Anh). Các cồn cát là kiểu địa hình chủ yếu.

## lượng mưa
Lượng mưa tại bồn địa Tarim là cực kỳ ít và một số năm thì hoàn toàn không có. Tại sa mạc Taklamakan và trong bồn địa Lop Nur, tổng lượng mưa trung bình hàng năm là khoảng 12 mm (0,5 inch). Trong các khu vực chân núi và ở một vài nơi khác thuộc lưu vực sông thì lượng mưa đạt 50–100 mm (2-4 inch) mỗi năm. Trong khu vực Thiên Sơn thì nói chung ẩm ướt hơn, lượng mưa thường trên 500 mm (20 inch). Nhiệt độ tối đa trong bồn địa Tarim là khoảng 40 °C (104 °F). Sông Tarim bị đóng băng hàng năm từ tháng 12 cho tới tháng 3 năm sau.

## Sự sống
Thảm thực vật trong lưu vực sông Tarim chủ yếu phân bố dọc theo sông và các nhánh của nó. Tại đây, ở rìa các cồn cát, người ta thấy có thảm thực vật dạng cây bụi và cây gỗ cằn cỗi, đặc biệt là các dạng ngải. Các khu rừng nhỏ, chứa các loài dương, cũng mọc trong thung lũng sông Tarim. Các loài cây bụi thấp bao gồm liễu (Salix spp.), gai cát (Hippophae spp.), các cụm gai dầu Ấn Độ (Apocynum cannabinum) rậm rạp và cam thảo (Glycyrrhiza uralensis).
Sông Tarim nhiều cá, và sự sống động vật trên sông cùng sa mạc xung quanh là hay biến đổi. Thung lũng và các hồ trong bồn địa Tarim là điểm dừng cho nhiều loài chim di trú.

## Dân cư
Mặc dù chính quyền Trung Quốc đã có nhiều chính sách trong việc áp dụng thủy lợi hóa ở quy mô lớn nhưng nông nghiệp ốc đảo vẫn là trụ cột của các khu dân cư thưa thớt trong khu vực. Ngũ cốc, bông, lụa, hoa quả và len là các sản phẩm nông nghiệp chính, còn ngọc Hòa Điền là mặt hàng quan trọng khác duy nhất. Người ta xuất khẩu rất ít từ khu vực này, nhưng các sản phẩm dư thừa địa phương vẫn tìm được thị trường trong số các du khách tới đây khi điều kiện cho phép.
Hàng năm, chính quyền Trung Quốc tại khu vực tây bắc Tân Cương đã và đang di chuyển hàng trăm hộ gia đình dân tộc thiểu số làm nông nghiệp và sinh sống dọc theo sông Tarim. Vào năm 2008, trên 6.000 hộ gia đình dọc theo sông Tarim đã được tái định cư và bị cấm gieo trồng dọc theo các bờ sông, một cố gắng nhằm tiết kiệm 60 triệu mét khối (16 tỷ gallon) nước.